# فرخنده دمگاه‌سفید
فرخنده دمگاه‌سفید (نام علمی: Cypsnagra hirundinacea) یک پرنده آمریکای جنوبی از خانواده فرخندگان (Thraupidae) و تنها عضو از سردهٔ Cypsnagra است.
دو زیرگونه شناخته شده است:
- C. h. pallidigula Hellmayr، ۱۹۰۷ - سورینام، گویان فرانسه، شمال شرقی بولیوی تا شرق مرکزی برزیل
- C. h. hirundinacea (Lesson, R, 1831) - شرق بولیوی، پاراگوئه و جنوب برزیل